# Phyllocoptes eupadi
Phyllocoptes eupadi – gatunek roztocza z rodziny Eriophyidae będący agrofagiem różnych gatunków śliwy. 
Objawami jego występowania są pojawiające się wczesną wiosną na górnej powierzchni liści kolumienkowate i owłosione galasy o barwie od zielonej przez żółtą do czerwonej. Galasy w środku są puste. W ich wnętrzu żerują dorosłe roztocze odżywiające się sokiem wysysanym z komorek liści. Powierzchnia liścia może być tak gęsto pokryta galasami, że staje się zdeformowana i pomarszczona. 
Występuje na Prunus avium, Prunus dulcis, Prunus padus.